# ダニエル・ジーベルト
ダニエル・ジーベルト（Daniel Siebert、1984年5月4日 - ）は、ベルリンを拠点として活動するドイツのサッカー審判員。国際サッカー連盟 (FIFA) 登録の国際審判員であり、欧州サッカー連盟 (UEFA) で上から2番目の審判員カテゴリーであるファーストグループの審判としてランク付けされている。
ドイツサッカー連盟 (DFB) 傘下の地区協会であるベルリンサッカー協会に加盟するFCノルドスト・ベルリン（FC Nordost Berlin, クライスリーガA=国内リーグ9部相当）所属。

## 審判としてのキャリア
1998年から審判としての活動を始め、2007年にDFBの審判に任命された。2009年からは2.ブンデスリーガ（2部）で主審を務め、2012-13シーズンからブンデスリーガ（1部）の主審を務めている。初の担当試合は20212年9月1日に行われたシャルケ04とFCアウクスブルクの試合で、この試合でジーベルトは3枚のイエローカードを提示した。
2014年10月24日、ジーベルトが2015年よりヴォルフガング・シュタルクに替わってFIFA登録されることが発表された。この時点で、ジーベルトはドイツのFIFA登録主審10人の中で最年少であった。
国際審判員としてのデビューは、2015年5月29日に行われた、UEFA U-19欧州選手権2015予選のポルトガル対トルコの試合。年齢制限のない世代の試合では、2015年6月9日に行われた、ルクセンブルクとモルドバの国際親善試合。
UEFA EURO 2020では3試合を担当した。

## 私生活
ベルリン生まれ、在住。普段はベルリンのスポーツ学校で非常勤講師として働いている。